# Diocesi di Minervino
La diocesi di Minervino (in latino Dioecesis Minerbinensis) è una sede soppressa e sede titolare della Chiesa cattolica.

## Territorio
La diocesi era molto piccola e comprendeva solo due centri urbani, Minervino, oggi in provincia di Barletta-Andria-Trani, e Montemilone, in provincia di Potenza.
Sede vescovile era la città di Minervino, dove fungeva da cattedrale la chiesa dedicata all'Assunzione di Maria.

## Storia
Minervino è documentata per la prima volta nei documenti ecclesiastici in una bolla di papa Giovanni XIX del 1025 indirizzata all'arcivescovo Bisanzio di Bari, con la quale il pontefice elenca i territori sotto la giurisdizione del metropolita barese. Tuttavia, non è chiaro se la bolla indichi solo i territori sottomessi all'autorità del metropolita o piuttosto le diocesi suffraganee, o le due cose assieme. Inoltre il documento è sospetto; secondo l'editore del Codice diplomatico di Bari, la bolla è spuria, essendo una copia fatta sul modello di una bolla posteriore di papa Alessandro II (1061-1073), mentre Jules Gay ritiene che questo non è un motivo sufficiente per rigettare completamente il contenuto del documento.
La tradizione locale, testimoniata dagli stemmi dei vescovi dipinti nei saloni del palazzo vescovile, ammette un vescovo Bisanzio nel 1069; Coletti, continuatore dell'Italia sacra di Ferdinando Ughelli, mette in dubbio questa tradizione, poiché Bisanzio fu in realtà vescovo di Lavello e non di Minervino. Il primo vescovo storicamente documentato è Innazio, che nel 1071 prese parte, assieme a molti altri vescovi, alla solenne consacrazione della basilica abbaziale di Cassino. Dubbi sono stati espressi sul successivo vescovo conosciuto dalla tradizione, Mando, che nel 1102 sarebbe intervenuto alla consacrazione della basilica di San Sabino a Canosa alla presenza di papa Pasquale II; si ritiene infatti spurio il documento che lo menziona e falso l'arrivo di Pasquale II a Canosa.
Nelle bolle pontificie di Alessandro II (1063) e di Urbano II (1089) indirizzate agli arcivescovi di Bari, appare anche la chiesa di Minervino tra le suffraganee del metropolita barese; tuttavia, gli stessi papi, negli stessi anni, attribuiscono Minervino anche ai metropoliti di Trani; queste incongruenze mettono in dubbio l'autenticità delle bolle di questi papi.
Autentica invece è certamente la bolla di papa Eugenio III del 18 marzo 1152 e indirizzata all'arcivescovo Giovanni, che elenca Minervino tra le suffraganee di Bari; lo rimarrà fino alla soppressione nel 1818.
La cattedrale, costruita in epoca normanna, fu ricostruita nel XVI secolo. I lavori, iniziato nel 1519, si conclusero un secolo dopo con la consacrazione il 30 agosto 1608 ad opera del vescovo Giacomo Antonio Caporali. Secondo una relazione del 1667 la cattedrale era officiata da 43 ecclesiastici, e cioè l'arcidiacono, l'arciprete, il primicerio, il cantore, 10 canonici, 26 sacerdoti, un diacono e due suddiaconi.
Tra i vescovi di Minervino si possono ricordare: Antonio Sassolino (1525-1528), che fu superiore generale dei frati minori conventuali; e Giovanni Vincenzo Micheli (1545-1596), che partecipò al concilio di Trento e morì centenario.
La diocesi fu soppressa il 27 giugno 1818 in forza della bolla De utiliori di papa Pio VII ed il suo territorio fu incorporato in quello della diocesi di Andria. Con le revisioni territoriali del 1976, il comune di Montemilone è passato dalla diocesi di Andria a quella di Venosa.
Dal 1968 Minervino è annoverata tra le sedi vescovili titolari della Chiesa cattolica; la sede è vacante dal 5 gennaio 2024.

## Cronotassi

### Vescovi
- Innazio † (menzionato nel 1071)
- Mando ? † (menzionato nel 1102)[13]
- Giovanni † (menzionato nel 1122)[14]
- Maraldo † (? - 1171/1177 deposto)[15][16]
- Leopardo † (prima del 1180 - dopo il 1197)[15]
- Riccardo, O.S.B. † (prima del 1215 - dopo il 1219)[15]
- Anonimo † (menzionato nel 1234)
  - Pietro di Cerignola † (16 marzo 1255 - 13 marzo 1256 nominato vescovo di Canne) (vescovo eletto)[15]
- Biviano † (prima del 1271 - dopo il 1276)[15]
- Antonio di Gaeta, O.P. † (1298 - ?)
- Trasmondo † (menzionato nel 1310)[13]
- Giacomo † (menzionato nel 1321)[17]
- Rainaldo di Provenza † (1344 - 1352)[13]
- Lorenzo † (14 novembre 1353 - dopo il 1365)
- Antonio † (menzionato nel 1394 circa)[13]
- Leonardo Arnini † (23 agosto 1426 - ? deceduto)
  - Sancio † (14 gennaio 1433 - ? dimesso) (vescovo eletto)[18]
- Goffredo † (15 settembre 1434 - 1456 deceduto)
- Giovanni Campanella, O.S.B. † (13 aprile 1456 - circa 1478 deceduto)
- Marino Cieri † (5 ottobre 1478 - circa 1491 deceduto)
- Roberto de Noja, O.P. † (23 gennaio 1492 - 15 marzo 1497 nominato vescovo di Acerra)
- Marino Falconi † (17 aprile 1497 - 1525 deceduto)
- Antonio Sassolino, O.F.M.Conv. † (21 luglio 1525 - 1528 deceduto)
- Bernardino Fumarelli † (7 agosto 1528 - 16 agosto 1529 nominato vescovo di Alife)
- Giovanni Francesco de Marellis † (16 agosto 1529 - 1536 deceduto)
- Donato Maricucci † (11 febbraio 1536 - 2 marzo 1545 nominato vescovo di Lavello)
- Gian Vincenzo Micheli † (2 marzo 1545 - 1596 deceduto)
- Lorenzo Mongiò di Galatina, O.F.M. † (21 giugno 1596 - 1605 dimesso)
- Giacomo Antonio Caporali † (9 gennaio 1606 - 1616 deceduto)
- Altobello Carissimi † (30 gennaio 1617 - 1632 deceduto)
- Giovanni Michele Rossi, O.Carm. † (12 gennaio 1633 - 11 aprile 1633 nominato vescovo di Alife)
- Gerolamo Maria Zambeccari, O.P. † (11 aprile 1633 - 1635 dimesso)
- Antonio Maria Pranzoni † (6 maggio 1635 - 1663 deceduto)
- Francesco Maria Vignola † (24 settembre 1663 - 1700 deceduto)
- Marcantonio Chenevix † (20 novembre 1702 - luglio 1717 deceduto)
- Nicola Pignatelli † (9 febbraio 1719 - 28 ottobre 1734 deceduto)
- Fabio Troyli † (1º dicembre 1734 - 1º febbraio 1751 nominato vescovo di Catanzaro)
- Stefano Gennaro Spani † (15 marzo 1751 - aprile 1776 deceduto)
- Pietro Silvio di Gennaro † (15 luglio 1776 - 12 luglio 1779 nominato vescovo di Venosa)
  - Sede vacante (1779-1792)
- Pietro Mancini † (27 febbraio 1792 - 1808 deceduto)
  - Sede vacante (1808-1818)
  - Sede soppressa

### Vescovi titolari
- Ramón Torrella Cascante † (22 ottobre 1968 - 11 aprile 1983 nominato arcivescovo di Tarragona)
- Ryszard Karpiński † (19 agosto 1985 - 5 gennaio 2024 deceduto)